# Jean Kalala N'Tumba
Jean Kalala Tumba (né le 7 janvier 1949 et mort le 11 janvier 2021), est un footballeur zaïrois des années 1970.

## Biographie
Justin Tumba Pus a vécu, avec sa famille, à Kinshasa jusqu'aux années 1960. Sa famille regagna Kananga à la suite des agitations qui avaient lieu un peu partout au Congo à cette période. durant cette période sa famille habitait la commune de Kinshasa.
A cette époque, André Guillaume Lubaya habitait chez eux, l'homme politique congolais qui fut tué par Joseph Désiré Mobutu. 
Pendant que Pus et sa famille était à Kinshasa, son grand frère commencera sa carrière de footballeur comme gardien, à l'AC Mikado. Le départ à Kananga interrompra cette carrière pour le championnat de Léo. C'est ainsi que Malumba Cobra, le grand frère de Pus, se retrouvera gardien à l'Union Tshioto St Gilloise. Sa carrière débute comme "back" dans Renaissance de Luluabourg. Il deviendra avant-centre plus tard. Lors d'un derby entre Union Tshioto et Ranaissance, Ntumba Tshintula-ntula assommera son grand frère Cobra d'une frappe très puissante.
Pus était avant-centre côté Renaissance et Cobra gardien chez Union Tshioto, en face de son petit frère...Ce derby luluabourgeois se déroulait devant le papa de Pus et Cobra. Pour le père, voir le petit frère crucifier ainsi son grand frère était inadmissible. À la suite de ce but de Pus, il a fallu réanimer Cobra. Et la décision paternelle tomba, sèche et non négociable: ou ses fils jouaient tous dans une même équipe ou le foot, s'arrêtait pour les deux. Le père était fanatique de l'US Tshinkunku. C'est ainsi que "Pus qui tue" se retrouva dans l'US Tshinkunku.
Kinshasa découvre ce jeune prodige qu'est Tumba Pus en 1971 lors de la finale de la Coupe du Congo remportée pour la première fois par Vita Club à Luluabourg.
En 1972 au Cameroun, à Douala, lors de la coupe d'Afrique des Nations, Le Congo-Kinshasa l'emporta contre le Congo Brazzaville par 2-0. Tous les 2 buts furent l'œuvre de Pus, d'où on l'appellera "tata mapassa"...durant cette édition 1972 la coupe d'Afrique des Nations fut remportée par la bande à Dengaki, Mbono Sorcier, Kimbembe, Yanghat, Mbemba Tostao...ceci dans un stade de la Réunification plein à craquer et dans la consternation totale du Cameroun, pays organisateur.
Avec Tshibangu Zamatch, Ngenyi Bunyi Bonga-Bonga, Kanyinda Buanga Surich, Ndaye Mutumbula wa Tshiniangu, Kabeya Sotstho, Kalala Nyinyi et Ndaya Mukuba wa Dienda, Pus fait partie d'un club de joueur de légende du Kasaï. Joueurs de légende dont l'épopée des exploits se racontent encore aujourd'hui.
Sollicité par les anges de Sanga Balende et le TP Mazembe, Pus decida de porter le maillot de V.club en 1973. La même année, à l'âge de 24 ans, Tumba souleva le trophée continental avec V.club.
Il dispute ensuite la Coupe du monde 1974, ne disputant qu'un match, face au Brésil. Son équipe est éliminée au premier tour de la compétition.
En 1976, le natif de Kananga avait mis fin à sa carrière à la suite d'une opération au genou.